# Sverre Fehn

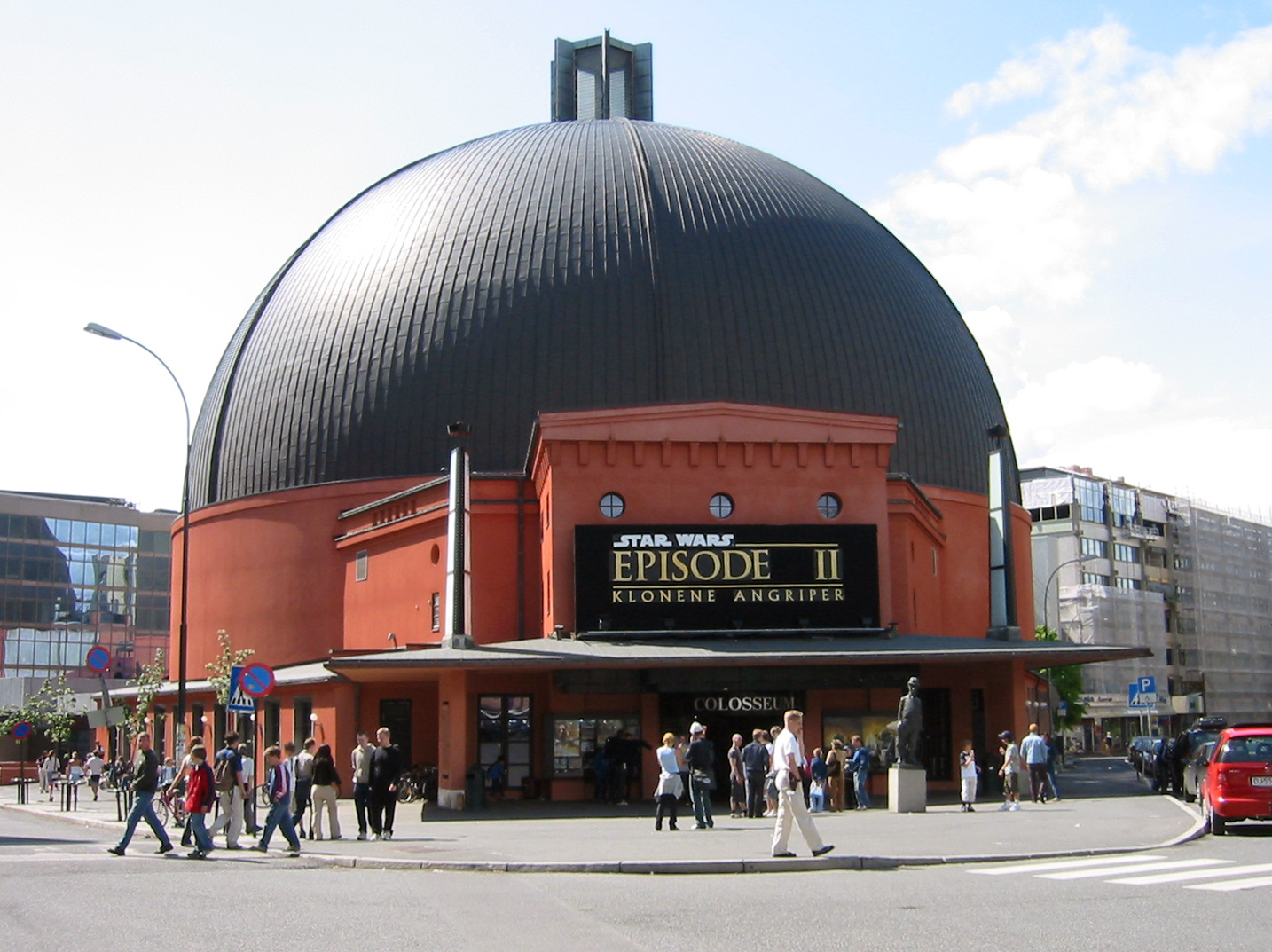
Nya Colosseum kino i Oslo.

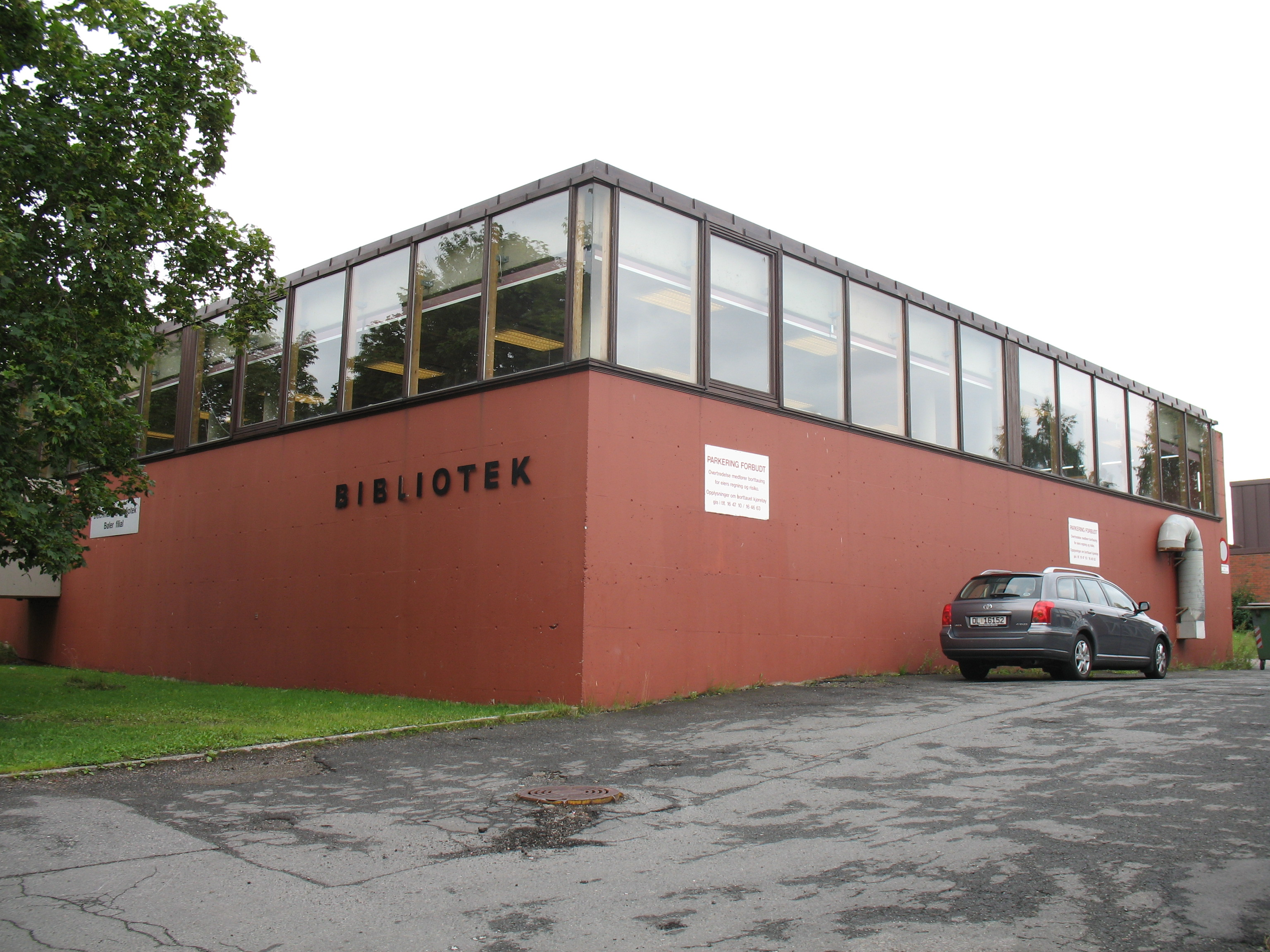
Bøler samfunnshus i Oslo.

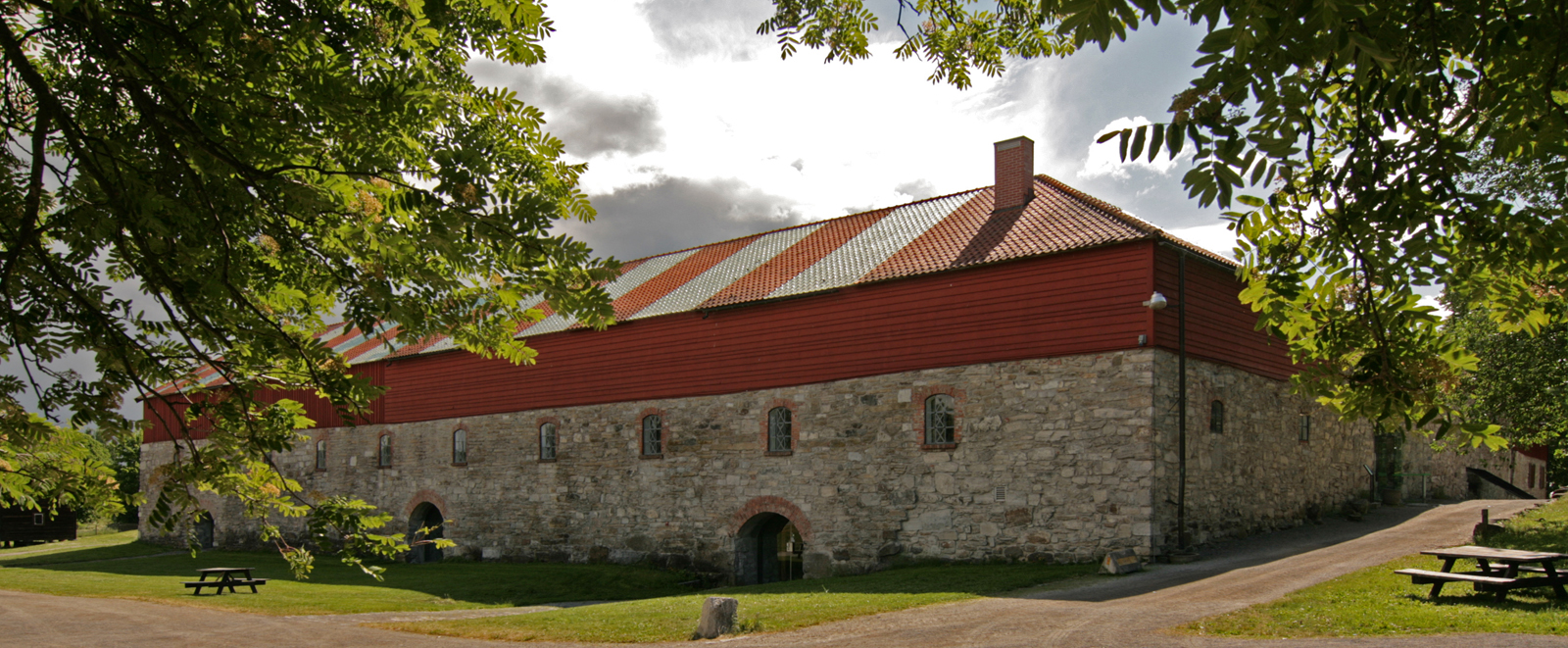
Hedmarksmuseet i Hamar.

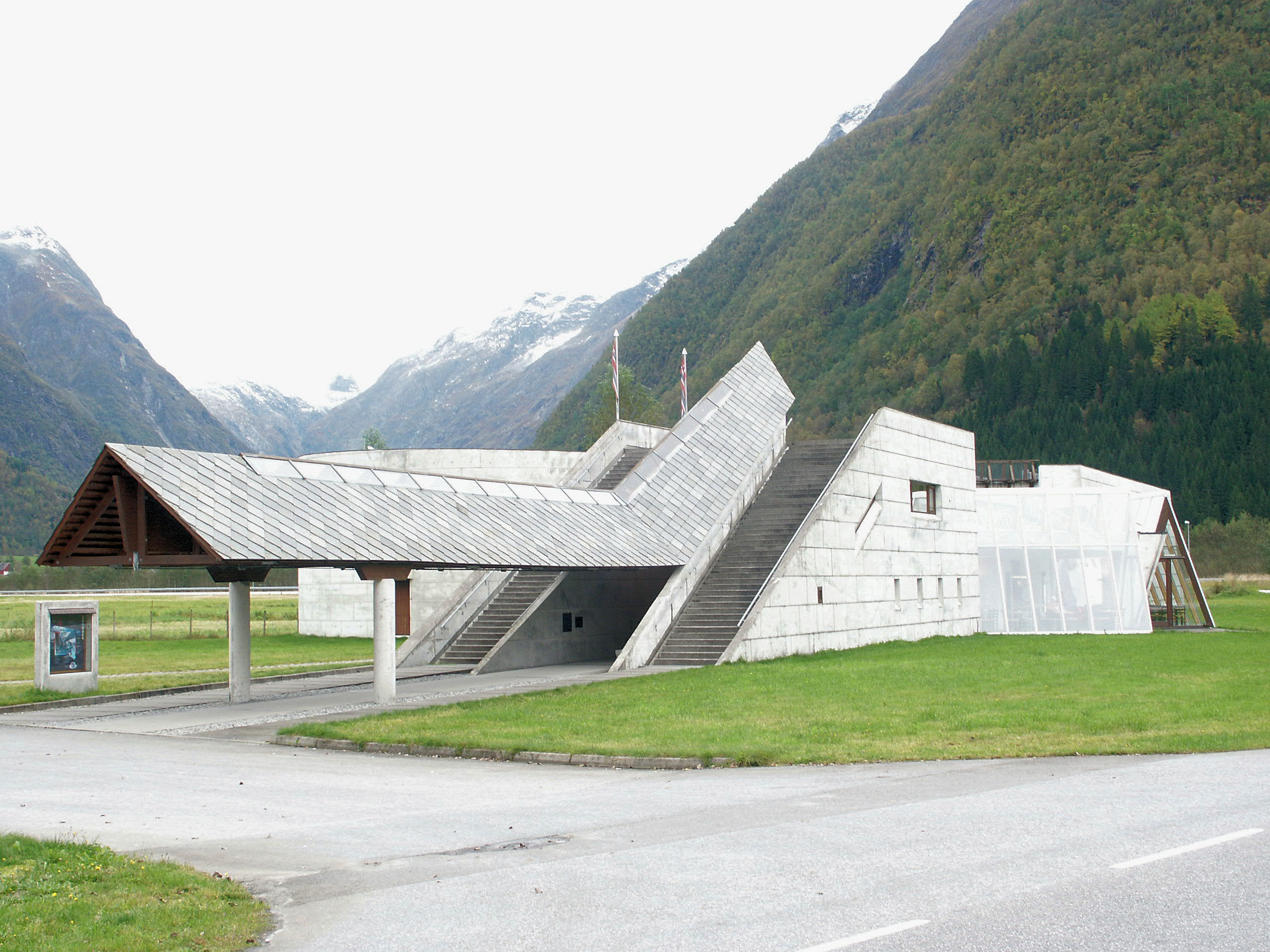
Norsk bremuseum (glaciärmuseum) i Fjærland, Sogndal.

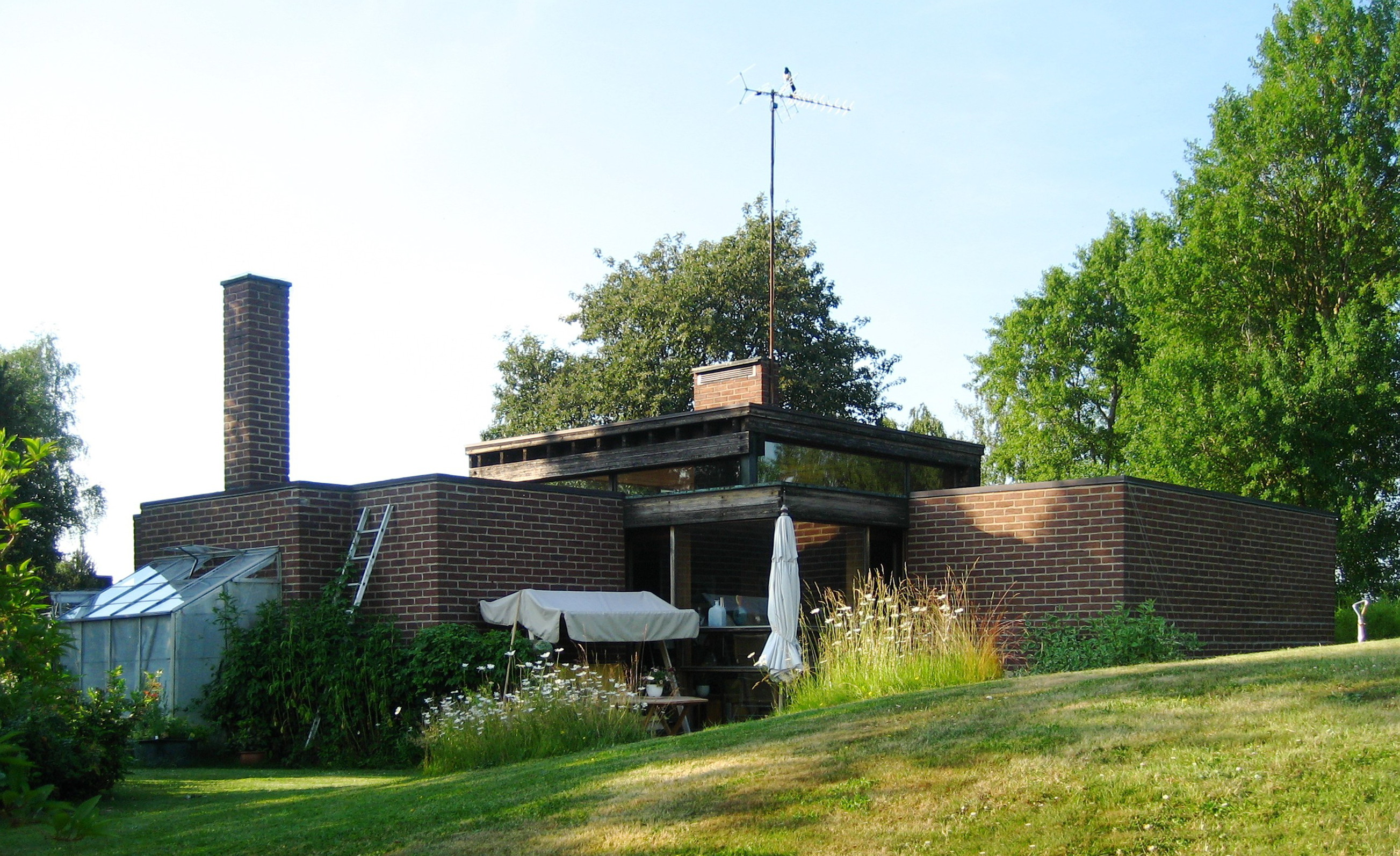
Villa Norrköping från 1964.

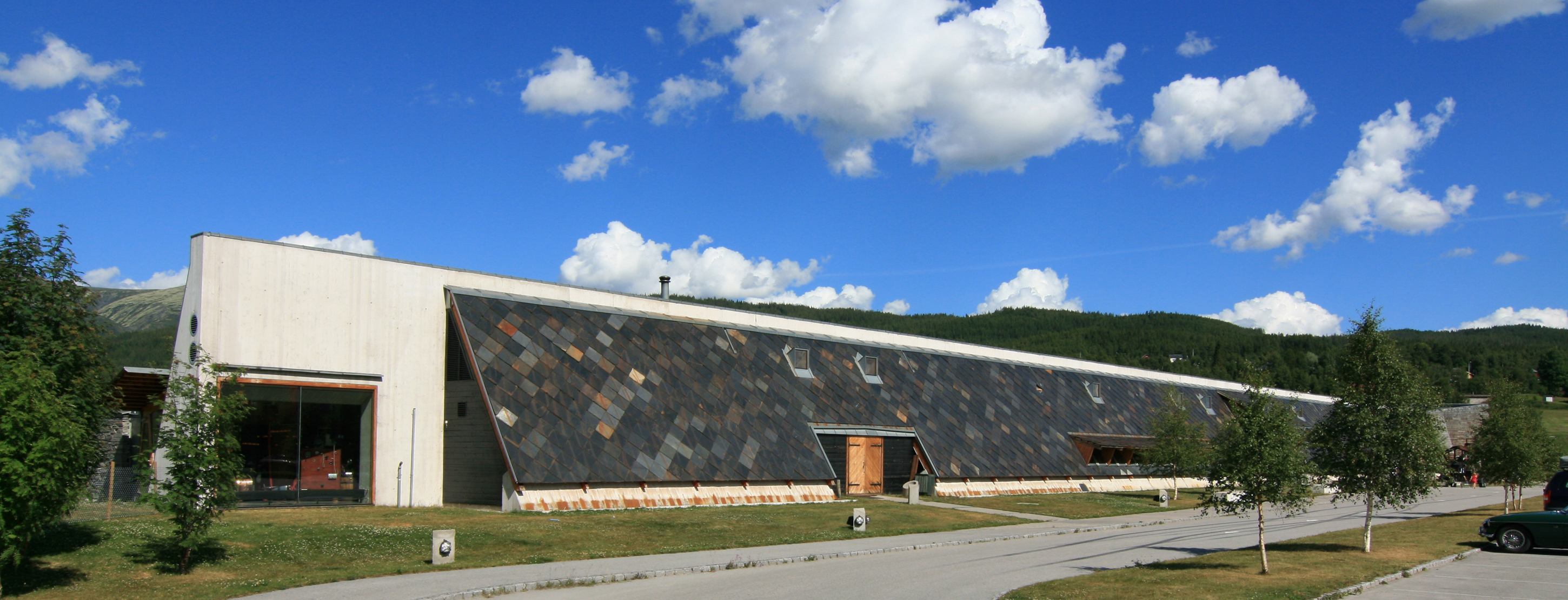
Aukrustscentret i Alvdal, 1996.

Sverre Olav Fehn, född 14 augusti 1924 i Kongsberg, död 23 februari 2009 i Oslo, var en norsk arkitekt.

## Levnad och verk
Sverre Fehn anses vara Norges mest betydande nutida arkitekt. Han var en av de första som studerade vid Statens Arkitektturskola i Oslo, bland annat för Arne Korsmo, och tog arkitektexamen 1949. Han vistades 1952-53 i Marocko och studerade 1953-54 i Paris för den franske arkitekten Jean Prouvé. Tillsammans med Arne Korsmo och sju andra unga arkitekter bildade han arkitektgruppen PAGON (Progressive Architects Group of Oslo, Norway). Han fick sitt genombrott 1955 med det modernistiska Økerns ålderdomshem, ritat tillsammans med Geir Grung.
Flertalet av Sverre Fehns byggnader är gjorda av trä eller betong och anses samstämmiga med norsk natur och historia. Han ritade omkring 100 projekt. Sverre Fehn, som hade ett litet arkitektkontor, ritade framför allt små projekt, däribland ett stort antal villor. Det mest omtalade verk som inte blev genomfört var dock storskaligt: en 30 meter hög glaspelare som en utvidgning av Det Kongelige Teater vid Kongens Nytorv i Köpenhamn. Detta vinnande förslag i en arkitekttävling 1995-96 väckte stor uppmärksamhet, men bedömdes till slut för djärvt av Köpenhamns stad.
Sverre Fehn var professor vid Arkitekthøgskolen 1971–95 och ledamot i den svenska Konstakademien från 1991. Han fick en lång rad utmärkelser, bland annat 1982 Prins Eugen-medaljen, 1993 det franska Prix Académie d'architecture, 1997 det amerikanska  Pritzkerpriset och den tyska Heinrich Tessenow-medaljen i guld samt den norska Groschmedaljen första gången denna utdelades 2001. Utställningen Arkitekt Sverre Fehn: intuition - reflektion - konstruktion utgjorde Norges bidrag till Venedigbiennalen 2008, utställd i den nordiska paviljong som Sverre Fein ritat till Venedig-biennalen 1962. Han var gift med pianoläraren Ingrid Løvberg Pettersen (1929–2005) och far till Guy Fehn (född 1960).
| ”             | Springer man efter historien kommer man aldrig att nå den igen – endast genom att manifestera nuet kan man få historien att tala. | „ |
| – Sverre Fehn | |   |

| ”             | Vid varje tillfälle som du skriver en dikt, så måste du hitta en balans mellan dina tankar och ditt språk. Ingenting får störa det väsentliga i idén. Det är samma sak med arkitektur. Den som inte förmår att placera in sina poetiska tankar i en uppförd byggnad saknar det som lägger grunden för arkitektur. Strukturen är arkitekturens kärna, och den kan inte uttryckas i siffror. Den är den ursprungliga delen av den historia som arkitekten kan berätta om liv och människor. | „ |
| – Sverre Fehn | |   |

## Villa i Norrköping
Huvudartikel: Villa Norrköping
I Sverige finns två byggnader av Sverre Fehn, bland annat en villa i Norrköping för delutställningen Nordisk Villaparad på Norrköpingsutställningen NU 64 från 1963–64. Den blev 2001 byggnadsminne.. Villan är utformad inom en stram geometrisk korsform, med slutna väggar av tegel, glasade kuber och en lanternin över mittdelen. Länsstyrelsen i Östergötlands län motiverade byggnadsminnesförklaringen med att villan representerar "en intressant kombination av klassisk ordning och modernistisk öppenhet" 

## Verk i urval
- Museibyggnad för de Sandvigske Samlinger i Lillehammer, 1949–56
- Økern aldershjem i Oslo, 1955, tillsammans med Geir Grung
- Den permanenta nordiska paviljongen, Venedigbiennalen 1962
- Villa Schreiner i Oslo, 1959–63
- Villa Bødtker i Oslo, 1961–65
- Villa Wessel, Oslo, 1962–65
- Villa Skagestad (Oslo) 1963–64
- Nya Colosseum kino i Oslo, 1963
- Villa Norrköping, Nordengatan 15 i Norrköping, 1963–64
- Bøler samfunnshus i Oslo, 1962–72
- Villa Holme i Holmsbu, 1972–79
- Hedmarksmuseet på Domarudden i Hamar, 1979
- Villa Busk i Bamble, 1987
- Norskt Bremuseum (glaciärmuseum) i Fjærland, Norge, 1989–91
- Eco House på Mauritzberg i Östergötland, 1991–92. Prototyphus för fritidsbostad.
- Aukrustsenteret i Alvdal, 1996
- Ivar Aasen-tunet i Ørsta, 2000
- Norsk museum for fotografi i Horten, 1997–2001
- Gyldendals förlags nybyggnad vid Sehesteds plass i Oslo, 2007
- Nasjonalmuseet, Arkitektur vid Bankplassen i Oslo, 2008